# Neocea lanceolata
Neocea lanceolata is een hooiwagen uit de familie Zalmoxioidae.